# Степовий заказник
«Степовий» — ботанічний заказник місцевого значення. Ботанічний заказник розташований на території Бориспільського району Київської області. 
Заказник знаходиться в межах с. Ташань Бориспільського району. Землекористувачем є Ташанська сільська громада. 
Оголошений рішенням Київської обласної ради XXIV скликання від 20 листопада 2003 р. № 133-10-XXIV.
На правому березі р. Супій виходять на поверхню лесові породи, покриті степовою рослинністю. Основу травостою заказника створює угруповання степового виду залізняка колючого. Тут зберігся один із небагатьох в Київській області осередків зростання астрагалу шерстистоквіткового та горицвіту весняного, занесених до Червоної книги України.